# Laudo de Camargo
Laudo Ferreira de Camargo (Amparo, 17 de abril de 1881 — Rio de Janeiro, 21 de julho de 1963) foi um advogado, magistrado e político brasileiro.

## Biografia
Nascido em 17 de abril de 1881, em Amparo, no interior paulista, era filho de D. Francisca Viegas de Arruda Camargo e de João Belarmino Ferreira de Camargo, que era vinculado ao Partido Republicano Paulista (PRP) e chegou a presidir a Câmara Municipal da cidade.
Bacharelou-se pela Faculdade de Direito do Largo de São Francisco, na turma de 1902. Advogou em sua cidade natal até, em 1905, ser nomeado promotor público da comarca de Serra Negra. Em 1908, removido para São José do Rio Pardo quando foi nomeado juiz de direito de Itaporanga em 1910, Cajuru em 1911, São Simão em 1912, Ribeirão Preto em 1915, e Santos em 1922. Mediante nova promoção foi elevado a juiz de direito da capital, em 1927. Sobrevindo o movimento revolucionário de 1930, um dos primeiros atos do novo governo foi mudar a composição do Tribunal de Justiça paulista, forçando alguns magistrados à aposentadoria e nomeando outros sem ligação com o governo do PRP. Coube a Laudo de Camargo ser agraciado com um lugar na terceira câmara do citado tribunal. Assim o novo ministro foi empossado no dia 27 de novembro de 1930, no gabinete do presidente Manuel Policarpo.

## Chefe do Governo paulista
Foi interventor federal no governo de São Paulo, de 26 de julho a 13 de novembro de 1931. Seu nome surgiu para apaziguar ânimos no meio de conflitos oligárquicos entre Partido Democrático e tenentistas, além da tensão provocada entre os paulistas pela intervenção do governo federal de Getúlio Vargas. Laudo era percebido como figura mais neutra, não militante, “paulista e civil” (referência a Edgard Carone citado por verbete de Laudo de Camargo no Guia do Acervo). Apesar disso, teve de enfrentar várias forças contrárias, entre os tenentistas e até dentro do próprio Governo Provisório, além da falta de apoio do Partido Democrático, do Partido Republicano Paulista e do governo federal, que havia instituído a interventoria. Meses depois, renunciou ao cargo e cedeu-o ao tenente-coronel Manuel Rabelo.

## Ministro do Supremo Tribunal Federal
Foi nomeado ministro do Supremo Tribunal Federal (STF) pelo Presidente da República Getúlio Vargas, mediante decreto de 30 de maio de 1932, na vaga resultante do falecimento de Francisco Cardoso Ribeiro, assumindo o cargo em 9 de junho. Foi eleito presidente, de 31 de janeiro de 1949 a 17 de abril de 1951, quando, completando setenta anos, aposentou-se compulsoriamente.

## Outras Atividades
Depois de sair do STF, ainda atuou como consultor jurídico Escreveu dois livros: Notas de um juiz, de 1925, e Decisões, de 1931. Foi também sócio do Instituto Histórico e Geográfico de São Paulo (IHGSP).

## Acervo Pessoal
O Arquivo Público do Estado de São Paulo (APESP) dispõe do acervo de Laudo, doado por familiares e composto por mais de 2 700 documentos, entre fotografias e produção textual, registrando, em especial, sua carreira jurídica.